# Centraal akkoord
Een centraal akkoord of sociaal akkoord is in Nederland de overeenkomst tussen de werknemersorganisaties (vakbonden), de werkgeversorganisaties en de overheid over de loonontwikkeling en andere arbeidsvoorwaarden. Het akkoord wordt gesloten in de Stichting van de Arbeid. Het akkoord is een richtlijn voor alle collectieve arbeidsovereenkomsten (cao's), die overeenkomstig het centraal akkoord moeten worden aangepast.

## Geschiedenis
- 1971: Het eerste centraal akkoord kwam tot stand. Siebrand Bakkenist, onderhandelaar namens werkgeversorganisatie VNO, kwam bij het sluiten van dit akkoord in aanvaring met de bonden omdat hij een fel tegenstander van loonsverhoging was.
- 1982: Het centraal akkoord van 1982 (ook wel Akkoord van Wassenaar genoemd) was van groot belang voor de economische ontwikkeling van Nederland in de jaren negentig. Onder druk van de oplopende werkloosheid toonden werknemersorganisaties zich bereid tot loonmatiging, in ruil voor arbeidstijdverkorting. Een van de ondertekenaars van het akkoord was Wim Kok, destijds voorzitter van de vakbond Federatie Nederlandse Vakbeweging (FNV).[1]
- 1993: Eind 1993 begon de werkloosheid zulke ernstige vormen aan te nemen dat de sociale partners in de Stichting van de Arbeid een centraal akkoord sloten, 'Een nieuwe koers' geheten. Hierin werd ingezet op loonmatiging, maar werd maatwerk in verschillende economische sectoren mogelijk gemaakt.[2]
- 1996: In dit jaar kwam het Flexakkoord (ook wel 'Akkoord van Haarlem' of 'keukentafelakkoord' genoemd) tot stand. Dit sociaal akkoord in de vorm van een unaniem advies van de sociale partners legde de basis voor de in 1999 in werking getreden Wet flexibiliteit en zekerheid. Hierdoor kreeg zittend personeel te maken met meer flexibiliteit en minder zekerheid, en flexibel personeel met minder flexibiliteit en meer zekerheid.[3]
- 2003: Tijdens het najaarsoverleg van 14 oktober 2003 sloot het kabinet-Balkenende II een akkoord met de sociale partners in de Stichting van de Arbeid over bevriezing van de lonen in 2004 en een 'tot nul naderende' loonstijging in 2005. Het Najaarsakkoord 2003 was in feite van tafel nadat het kabinet en de werknemersorganisaties het in het voorjaar van 2004 niet eens konden worden over vervroegde uittreding en pensionering.[4]
- 2013: In het sociaal akkoord van april 2013 werd een aantal aanpassingen van het Regeerakkoord 2012 overeengekomen.[5]